# Trambaix
Trambaix – system tramwajowy łączący Baix Llobregat z obszarem miejskim Barcelony w Hiszpanii.
System został otwarty 5 kwietnia 2004 r. Trambaix obejmuje trzy linie (T1, T2 i T3). Trasa tramwajów rozpoczyna się przy Plaça Francesc Macià w zachodniej Barcelonie i biegnie w kierunku zachodnim przez L'Hospitalet de Llobregat, Esplugues de Llobregat, Cornellà de Llobregat, Sant Joan Despí oraz Sant Just Desvern. 8 grudnia 2006 roku linia T3 została przedłużona do Consell Comarcal w Sant Feliu de Llobregat.
Trambaix jest częścią systemu tramwajowego Barcelony. Uzupełnieniem Trambaixu jest Trambesòs, który funkcjonuje w południowo-wschodniej części miasta.

## Historia
Historia Trambaix rozpoczęła się w 1990 r., gdy kilka gmin w regionie Bajo Llobregat chciało rozszerzenia działalności metra do swoich terenów.
W 1992 r. EMT zorganizował konkurs pomysłów na budowę, finansowanie i poprowadzenie nowej linii tramwaju, łączącego po przekątnej San Justo Desvern, Sant Joan Despí i Cornellá de Llobregat. Do przetargu stanęło 5 światowych koncernów zajmujących się infrastrukturą transportową: Alstom, Siemens AG, Adtranz, CAF. Z powodu wysokich kosztów projekt ten był odkładany do połowy 1996 r.
8 stycznia 1997 r. rozpoczęła się budowa 640-metrowego odcinka torów, 21 kwietnia odbyły się pierwsze testy jednostkowe nowego tramwaju. Oficjalna podróż włodarzy miasta odbyła się 31 maja 1997 r.
Prace budowlane trwały prawie do 2004 r., wcześniej w lecie 2003 r. do miasta przybyły pierwsze jednostki Trambaix. Na początku 2004 r., Trambaix przechodził różne próby, m.in. testowanie w próżni, bez obecności pasażerów, próby starć z samochodami oraz przejazdy na wyznaczonych trasach.
5 kwietnia 2004 r. rozpoczęły się regularne kursy jednostkami Trambaix. Następnie wraz z upływem czasu trasy linii zostawały systematycznie rozbudowywane o kolejne przystanki.

## Trasy

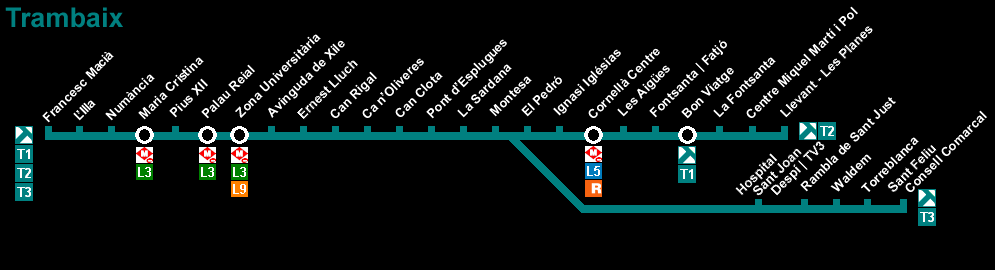
Schemat przebiegu linii T1, T2 i T3 systemu Trambaix

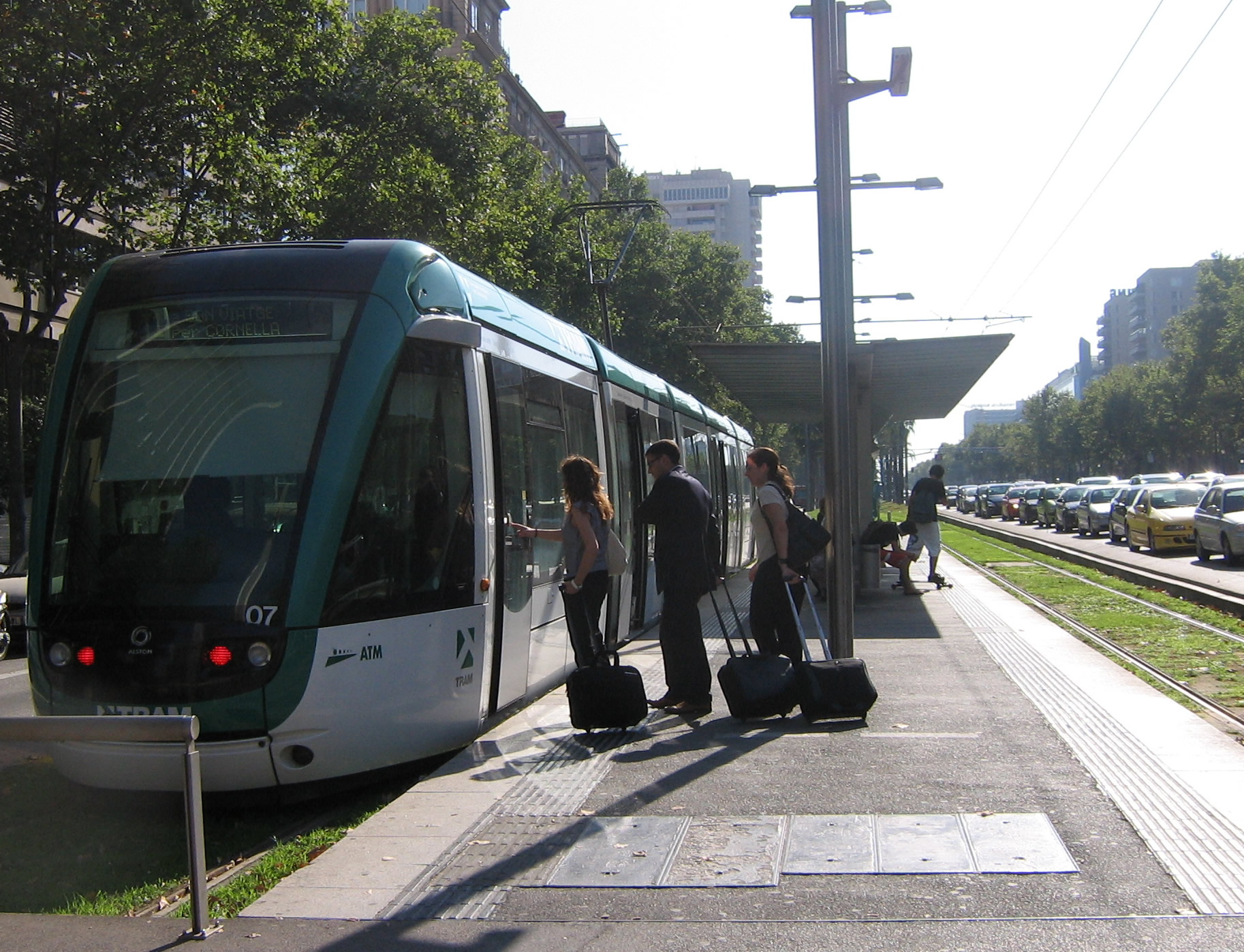
Trambaix na przystanku Francesc Macià

Przystanki na trasie:
- Francesc Macià
- L'Illa
- Numància
- Maria Cristina
- Pius XII
- Palau Reial
- Zona Universitària
- Avinguda de Xile
- Sant Ramon
- Can Rigal
- Ca n'Oliveres
- Can Clota
- Pont d'Esplugues
- La Sardana
- Montesa
- El Pedró
- Ignasi Iglésias
- Cornellà Centre
- Les Aigües
- Fontsanta i Fatjó
- Bon Viatge

Przystanki na trasie:
- Francesc Macià
- L'Illa
- Numància
- Maria Cristina
- Pius XII
- Palau Reial
- Zona Universitària
- Avinguda de Xile
- Sant Ramon
- Can Rigal
- Ca n'Oliveres
- Can Clota
- Pont d'Esplugues
- La Sardana
- Montesa
- El Pedró
- Ignasi Iglésias
- Cornellà Centre
- Les Aigües
- Fontsanta i Fatjó
- Bon Viatge
- La Fontsanta
- Centre Miquel Martí i Pol
- Sant Martí de l'Erm

Przystanki na trasie:
- Francesc Macià
- L'Illa
- Numància
- Maria Cristina
- Pius XII
- Palau Reial
- Zona Universitària
- Avinguda de Xile
- Sant Ramon
- Can Rigal
- Ca n'Oliveres
- Can Clota
- Pont d'Esplugues
- La Sardana
- Montesa
- Sant Martí de l'Erm
- Rambla Sant Just
- Walden
- Torreblanca
- Sant Feliu-Consell Comarcal